# Wilhelm Schultze (Mediziner)

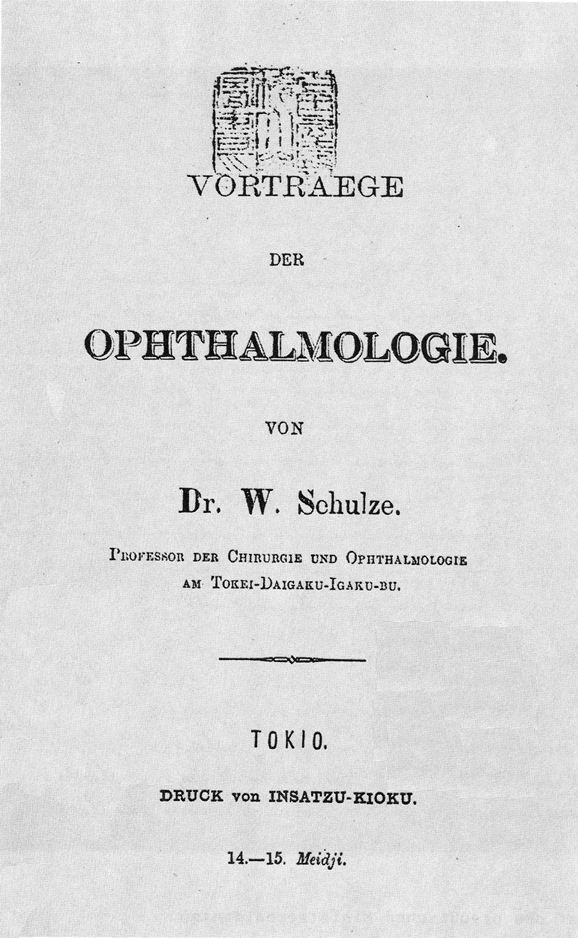
Schultzes Vorlesungen zur Augenheilkunde, von der japanischen Staatsdruckerei 1881/82 gedruckt

Emil August Wilhelm Schultze (* 28. März 1840 in Berlin; † 16. Juni 1924 in Freiburg im Breisgau) war ein deutscher Chirurg. Als „Kontraktausländer“ (o-yatoi gaikokujin) leistete er einen bedeutsamen Beitrag zur Einführung der modernen Medizin in Japan.

## Leben
Schultze wurde in Berlin als Sohn eines Kaufmanns geboren. Da seine Mutter im Kindbett gestorben war, wurde er von Verwandten aufgezogen. Er besuchte das Französische Gymnasium Berlin, das er 1859 als Primus Omnium mit dem Reifezeugnis verließ. Hierauf trat er als Eleve in das Medicinisch-chirurgische Friedrich-Wilhelms-Institut. 1861 wurde er Mitglied des Pépinière-Corps Franconia. Am 18. Juli 1863 wurde er an der Charité mit einer Arbeit über die  Trichinellose promoviert. Er begann seine berufliche Laufbahn als Unterarzt in der königlichen Charité, wechselte aber schon 1854 zum Infanterie-Regiment „Fürst Leopold von Anhalt-Dessau“ (1. Magdeburgisches) Nr. 26. 

### Preußische Armee
Im Deutschen Krieg diente er als Assistenzarzt im Feldlazarett des IV. Armee-Korps in Böhmen und Mähren. Hierauf folgten drei Jahre als Lehrer am Friedrich-Wilhelms-Institut in Berlin. Das Ende des Deutsch-Französischen Krieges erlebte er als Stabsarzt und Chefarzt des 1. Feldlazaretts in Versailles. 
Von Oktober 1871 bis April 1872 unternahm er eine sechsmonatige Reise nach Großbritannien. In Edinburgh studierte er bei Joseph Lister, 1. Baron Lister (1827–1912) die antiseptische Wundbehandlung. Tief beeindruckt brachte er Listersche Verbände (Carbolmull) nach Berlin. Er erstattete Bericht auf einer Sitzung der Militärärztlichen Gesellschaft im April 1872. Dieser Vortrag erschien im Februar des folgenden Jahres in Volkmanns Sammlung klinischer Vorträge. 1872 wurde Schultze erster Assistent an der Chirurgischen Klinik der Charité bei Heinrich Adolf von Bardeleben (1819–1895). Auch Bardeleben, der die Anwendung des antiseptischen Verbandes durch Schultze erlebt hatte, war von dessen Wirkungen rasch überzeugt und verhalf im Einklang mit Richard von Volkmann auf dem dritten Kongress der Deutschen Gesellschaft für Chirurgie (10. April 1874) der Antisepsis in Deutschland zum Durchbruch.

### Japan

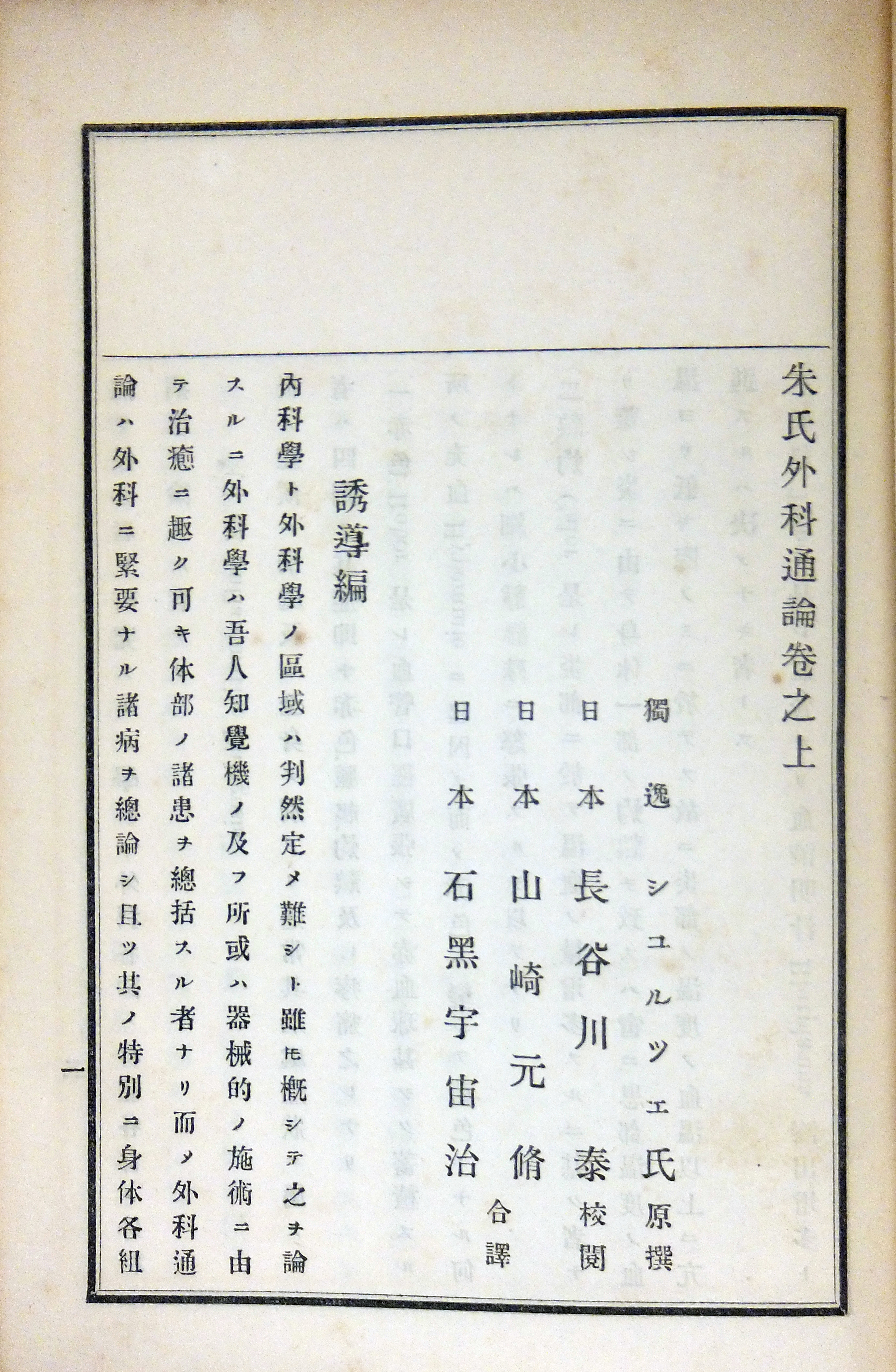
Schultzes Vorlesungen zur allgemeinen Chirurgie. 1884

Schultzes militärischer Hintergrund wie auch seine Kenntnisse der Antisepsis gaben wahrscheinlich den Ausschlag, dass ihn die japanische Regierung im Oktober 1874 nach Tokio einlud. Hier trat er die Nachfolge von Benjamin Karl Leopold Müller an, der einen bahnbrechenden Beitrag zur Einführung der deutschen Medizin an der medizinischen Akademie (Tōkyō igakkō), der späteren Fakultät für Medizin der Universität Tokio, geleistet hatte. Während der Jahre in Fernost war Schultze vom Kriegsministerium beurlaubt.
Schultze erreichte Japan im Dezember 1874 mit dem Internisten Albrecht Ludwig Agathon Wernich (1843–1896). Neben Vorlesungen zur Chirurgie und Anatomie gab er gelegentlich auch Einführungen in die Augenheilkunde (Ophthalmologie). Durch ihn wurde Listers Antisepsis in Japan eingeführt. Der Aufbau einer modernen medizinischen Ausbildung erfolgte in großen Sprüngen. Während der ersten drei Jahre seines Aufenthaltes stieg die Zahl der Medizinstudenten von 324 auf 951. Die Unterrichtsräume wurden in neue Gebäude verlegt. Die Bestände der Bibliothek wuchsen auf rund 10 000 meist deutschsprachige Bände an.
Schultzes Vertrag wurde zu günstigen Konditionen verlängert. Während eines kurzen Heimaturlaubs heiratete er in Berlin. In den folgenden Jahren legten die ersten Studenten, mit deren Ausbildung Müller nach deutschem Lehrplan begonnen hatte, ihre Abschlussexamen ab. Die besten wurden nach Deutschland zur Weiterbildung entsandt. Unter Schultzes Schülern machte sich besonders Miyake Hiizu (三宅秀), der auch die Vorlesungstexte übersetzte, einen Namen. 1881 lief der Vertrag in Japan aus. In Anerkennung seiner Verdienste erhielt Schultze vom Meiji-Tennō den Orden der Aufgehenden Sonne.

### Stettin und Freiburg
Nach seiner Rückkehr diente er zunächst im Rang eines Oberstabsarztes beim Grenadierregiment in Berlin. 1882 ging er auf Empfehlungen von Volkmann und Bardeleben als Chefarzt und Direktor 1890 an das Städtische Krankenhaus Stettin. 1889 schied er aus Unzufriedenheit mit der unzureichenden Finanzierung aus diesem Amt, blieb aber weiterhin als Medizinalrat und praktischer Arzt in Stettin. Nach Aufgabe seiner Praxis im Jahre 1900 siedelte er mit der Familie nach Freiburg im Breisgau über. Während des Ersten Weltkriegs ließ er sich ungeachtet seines hohen Alters reaktivieren. Er diente in mehreren Freiburger Lazaretten. Er starb mit 84 Jahren an einer Lungenentzündung.

## Schriften
- Vortraege der speciellen Chirurgie, gehalten in den medicinischen Academie zu Tokio. Japan 2541 [=1881]
- Vortraege der allgemeinen Chirurgie. Tokyo: H. Kawahara, 1880
- Vortraege der Ophthalmologie. Tokyo: Insatsukyoku, 1878–1882 (Ganka-hen, 『眼科篇』)